# Jo Brand
Josephine "Jo" Brand, född 23 juli 1957 i London, är en brittisk komiker, författare och skådespelare.
Hon föddes i Wandsworth i London, men familjen flyttade runt till olika platser. Brand utbildade sig bl.a. vid Bexhill College och arbetade under tio års tid som sjuksköterska inom psykiatrin.
Som stå-upp-komiker fick Brand artistnamnet "The Sea Monster" (Havsmonstret) och hon var en del av den brittiska alternativscenen för komedi. Hennes tidiga stil kännetecknades av ett uttråkat monotont maner och många skämt handlande om populärkultur och media, med referenser till kändisar och offentliga personer. Hennes image ledde bl.a. till falska rykten om att hon skulle vara lesbisk. Under 1990-talet förekom hon allt oftare i tv och fick sedermera sin egen show, Jo Brand Through the Cakehole. Brand har belönats med ett flertal priser, bland annat en BAFTA för bästa kvinnliga komediroll 2011, för sin medverkan i TV-serien Jämna plågor (Getting On) som hon också är medförfattare till. Hon är en flitigt förekommande gäst i olika humoristiska frågeleksprogram, som QI och Would I Lie to You?